# Dracocephalum diversifolium
Dracocephalum diversifolium là một loài thực vật có hoa trong họ Hoa môi. Loài này được Rupr. mô tả khoa học đầu tiên năm 1869.